# X 염색체

X 염색체의 구조

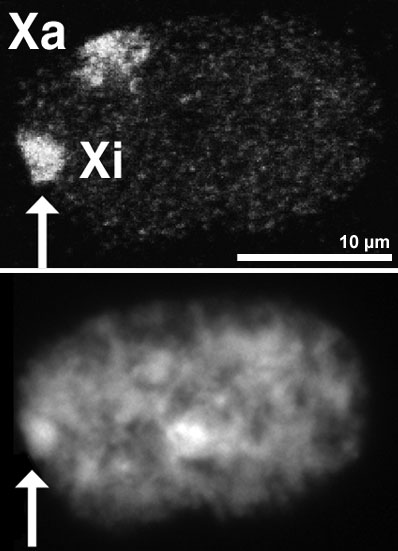
여아의 양수에서 채취한 세포의 핵. 위: 형광제자리혼성화(FISH)로 검출한 X 염색체 2개. 아래: 같은 핵을 DAPI로 염색하고 전하결합소자 카메라로 촬영한 것. 화살표는 불활성화된 X 염색체인 바소체이다.

X 염색체는 유성 생식을 하는 생물 가운데 성결정 방식이 XO 방식이나 XY 방식인 생물의 성 염색체 가운데 하나다. 암컷과 수컷 모두 있으며, 포유류는 이질염색체 가운데 다른 하나는 Y 염색체다. X 염색체라는 이름은 초기 연구자들이 X 염색체의 독특한 특성을 보고 붙인 이름이다.

## 사람의 X 염색체

### 기능
사람의 X 염색체에는 1억 5천3백만 개 이상의 염기쌍이 있다. 인간 유전자 2만-2만 5천 개 중 2천 개가 X 염색체 위에 있다.
각 개인의 세포에는 대개 성염색체 한 쌍이 있다. 남자는 X 염색체와 Y 염색체를 가지고 여자는 X 염색체만 두개를 가진다. 성별과 관계없이 적어도 하나의 염색체는 어머니로부터 받으며, 남자는 Y 염색체를 여자는 X 염색체를 아버지로부터 받는다.
유전학 분야에서는 각 염색체에 있는 유전자를 밝히는 연구가 활발하다. 연구자들은 염색체에 있는 유전자의 수를 측정할 때 서로 다른 접근 방법을 사용하기 때문에 추정된 유전자의 수도 다르다. X 염색체에는 800-900개의 단백질로 발현되는 유전자가 있고, 반면에 Y 염색체에는 50-60개 가 있다. X 염색체에 일어난 돌연변이로 인해 유전 질환이 생길 수 있다.
X 염색체에 있는 수많은 유전자 중에서 실제로 성결정과 관련있는 유전자는 거의 없다. 여아가 배아 발생하는 초기에 거의 모든 체세포에서 두 개의 X 염색체 중 하나가 무작위적으로 불활성화되어 바소체를 형성하며 영구적으로 유지된다. 이 현상을 X 염색체 불활성화 또는 라이온화(lyonization)라고 한다. X 염색체 불활성화가 정상적으로 일어나면 여자는 남자와 동일하게 각 체세포에서 한 개의 X 염색체만이 기능할 것이다. 그러나 최근 연구 결과에 따르면 기존에 가설과는 다르게 바소체가 생물학적으로 완전히 불활성화 상태는 아니다.
또한 지능의 유전은 X 염색체로만 이루어진다고 오해하는 사람들이 종종 있는데, 지능에 관련된 유전자는 상염색체에서 계속 발견되고 있기에 X 염색체로만 지능의 유전이 이루어진다는 것은 명백히 잘못된 주장이다. 상염색체는 남자와 여자 모두 보유하고 있으며 6번, 12번, 16번 등이 지능과 관련이 있다고 밝혀졌다.

### 구조
로스(Mark T. Ross)와 동료들 과 오노(Susumu Ohno)는 종 간에 유전자 서열이 일치하는 부분이 있는 것에 착안하여, X 염색체가 최소한 일부분은 다른 포유동물의 상염색체 유전자에서 유래했을 거라는 가설을 세웠다. X 염색체는 Y 염색체보다 훨씬 크고 활발한 진정염색질 영역을 가지고 있다. X 염색체와 그에 대응하는 Y 염색체 영역을 비교하다 보면 두 염색체 간의 상동성이 드러난다. 그러나 Y 염색체에 있는 영역은 짧고 영장류의 X 염색체에 보존되어 있는 영역이 없다. 이는 그 영역에서 Y 염색체의 유전적 퇴화가 일어났음을 의미한다. 남자는 X 염색체를 하나만 가지고 있기 때문에 X 염색체 연관 질병에 걸리기 쉽다. X 염색체에 암호화되어 있는 유전자 중 약 10%가 CT 유전자족과 연관이 있다고 한다.

## X 염색체 연관 질병

### 염색체 수 이상
- 클라인펠터 증후군은 남자의 세포에 X 염색체가 두 개 이상 존재할 때 생긴다. X 염색체에 있는 여분의 유전 물질은 남성의 성적 발달을 방해하여 정소의 정상적인 기능을 방해하고 테스토스테론의 농도를 낮춘다. 또한 키가 크고, 학습 장애나 읽기 장애 혹은 다른 의학적 문제가 있을 수 있다. 여분의 유전물질로 인해 지능지수는 15포인트[7][8]가량 낮아지는데, 이는 일반적으로 정상 범위에 속하지만 평균보다는 낮은 수준이다. X 염색체나 Y 염색체가 많을수록 발달 지연과 인지 장애 정도가 심하거나 지적 장애가 있을 수 있다. 클라인펠터 증후군 환자는 대개 각 세포에 X 염색체가 두 개 존재하며 이 경우 47,XXY형이다. 드물게 X 염색체가 세 개 이상인 경우도 있으며(48,XXXY 또는 49,XXXXY) X 염색체와 더불어 여분의 Y 염색체가 있는 경우도 있다(48,XXYY).[8] 몸 세포 중에 일부에만 여분의 X 염색체가 있는 경우도 있는데, 이때는 모자이크 46,XY/47,XXY라고 한다.
- XXX 증후군은 초여성증후군, 삼염색체성 X(trisomy X)라고도 하며 여자의 세포에 X 염색체가 정상보다 많이 존재하는 경우이다. 삼염색체성(trisomy)은 말 그대로 염색체가 3개 있다는 의미이다. 이 증후군이 있는 여자는 평균 지능지수 90[9][10]으로 자신의 형제자매들의 수치(평균 100)보다 약간 낮다. 정상 여성보다 키가 크고, 성적 발달에 이상이 없으며 자식들에게 이 형질이 반드시 유전되지는 않는다.[11] X 염색체가 4개(48, XXXX 증후군)나 5개(49, XXXXX 증후군)인 경우도 매우 드물게 보고된다.
- 터너 증후군은 여자의 X 염색체 중 하나가 다른 것으로 대체되거나 없는 상태이다. 터너 증후군 여성의 절반가량이 일염색체성 X형(45, X)이고, 세포 일부에서만 성염색체가 하나인 사람(터너 증후군 모자이크, 45,X/46,XX)도 있다. 유전물질이 정상보다 부족하기 때문에 발달에 영향을 주고, 터너 증후군 만의 특징적인 외형이 나타난다. 키가 작고, 불임이 되기 쉬우며, 목에 물갈퀴 모양으로 살이 늘어진 부분이 있다.

### 그외 질병
XX 남성 증후군은 드물게 Y 염색체의 성결정 영역이 재조합되어 X 염색체로 전좌되어 나타난다. 이 여성(염색체형 XX)의 재조합된 X 염색체는 XY 염색체를 가진 남성과 유사해진다. 다만 X 염색체 위에 있는 다른 유전자들의 영향으로 여성의 특징도 나타난다.
그 외에 X 염색체 연관 유전 질환에는 X 염색체 연관 각막이상증(X-linked endothelial corneal dystrophy, Xq25), 리쉬 각막상피이상증(Lisch epithelial corneal dystrophy, Xp22.3), 거대각막(Megalocornea 1, Xq21.3-q22) 등이 있다.

## 발견
X 염색체가 다른 상염색체들과는 다르다는 것을 발견한 사람은 헤르만 헨킹(Hermann Henking)이다. 헨킹은 노린재류(Pyrrhocoris)의 정소를 연구하다가 한 염색체가 감수분열에 참여하지 않는 것을 발견하였다. 이 염색체는 다른 염색체들과 마찬가지로 염색은 되었으나 헨킹은 이것이 실제로 염색체인지 다른 요소인지 불확실하다고 판단하고 X 요소라고 이름을 붙였다. 나중에 X 요소가 실제로 염색체라는 것이 확인되고 난 뒤에 그대로 X 염색체로 굳어진다.
X 염색체를 처음 성결정과 관련지은 사람은 클래런스 맥클렁(Clarence Erwin McClung)이다. 1901년 그는 메뚜기를 연구하면서 헨킹과 다른 이들의 연구를 비교하면서 정자 중 절반만이 X 염색체를 받는 것을 발견하였다. 그는 이 염색체를 보조적인 염색체(accessory chromosome)이라고 칭하고 남성을 결정하는 염색체라고 주장하였다. X 염색체를 염색체로 분류한 것은 옳지만, 남성 성결정 염색체라는 주장은 잘못된 것이었다.

## 같이 보기
- 염색체 이상
- 바소체
- Y 염색체
- 이질염색체

### 내용주
1. ↑  Y 염색체는 X 염색체와 대응 관계에 있다는 의미로 X 다음 알파벳인 Y가 주어졌다.
2. ↑  암세포(cancerous cell)와 정상적인 정소(tesis) 모두에 있어서 표지로 사용하는 단백질을 암호화하는 유전자들

### 참조주
1. ↑  Angier, Natalie (2007년 5월 1일). “For Motherly X Chromosome, Gender Is Only the Beginning” (영어). New York Times. 2007년 5월 1일에 확인함.
2. ↑  “X chromosome”. Genetics Home Reference (영어). 2014년 7월 14일. 2014년 6월 20일에 원본 문서에서 보존된 문서. 2014년 7월 17일에 확인함.
3. ↑  “Y chromosome”. Genetics Home Reference (영어). 2014년 7월 14일. 2014년 6월 16일에 원본 문서에서 보존된 문서. 2014년 7월 17일에 확인함.
4. ↑  Carrel L, Willard H (2005). “X-inactivation profile reveals extensive variability in X-linked gene expression in females”. NatureP (영어) 434 (7031): 400–4. doi:10.1038/nature03479. PMID 15772666.
5. 1 2  Ross M;  외. (2005). “The DNA sequence of the human X chromosome”. Nature (영어) 434 (7031): 325–37. doi:10.1038/nature03440. PMID 15772651.
6. ↑  Susumu Ohno (1967). Sex chromosomes and sex-linked genes. Monographs on Endocrinology (영어) 1. Springer-Verlag. ISBN 978-3-642-88180-0.
7. ↑  Harold Chen; Ian Krantz; Mary L Windle; Margaret M McGovern; Paul D Petry; Bruce Buehler (2013년 2월 22일). “Klinefelter Syndrome Pathophysiology”. Medscape (영어). 2014년 7월 18일에 확인함.
8. 1 2  Visootsak J, Graham JM (2006). “Klinefelter syndrome and other sex chromosomal aneuploidies”. Orphanet J Rare Dis (영어) 1: 42. doi:10.1186/1750-1172-1-42. PMC 1634840. PMID 17062147.
9. ↑  Bender B; Puck M; Salbenblatt J; Robinson A. (1986).  Smith S, 편집. Cognitive development of children with sex chromosome abnormalities (영어). San Diego: College Hill Press. 175–201쪽.
10. ↑  Tartaglia NR; Howell S; Sutherland A; Wilson R; Wilson L (2010). “A review of trisomy X (47,XXX)”. Orphanet J Rare Dis (영어) 5: 8. doi:10.1186/1750-1172-5-8. PMID 20459843.
11. ↑  “Triple X syndrome”. Genetics Home Reference (영어). 2014년 7월 14일. 2014년 7월 18일에 확인함.
12. 1 2  Schwartz, James (2009). In Pursuit of the Gene: From Darwin to DNA (영어). Harvard University Press. 155–158쪽. ISBN 0674034910.
13. ↑  David Bainbridge (2003). The X in Sex: How the X Chromosome Controls Our Lives (영어). Harvard University Press. 3–5쪽. ISBN 0674016211.